# 吉川豊
吉川 豊（よしかわ ゆたか、1958年 - ）は、日本の漫画家。たかしよいちと共同製作した『まんが世界ふしぎ物語』シリーズをはじめ、歴史と科学を題材にした学習漫画を多く手掛けている。

## 来歴
1958年、神奈川県平塚市にて生まれる。中央大学で学士（経済学）を取得したのちに本格的に漫画の執筆を始める。永井豪のダイナミックプロに所属したが、1985年からは独立した。1990年代後半から2000年代前半には『ドキドキ!』シリーズのうち『ドキドキ!SF王国』、『ドキドキ!ぜつめつ動物園』、『ドキドキ!どうぶつSOS』、『ドキドキ!サバイバル分校』を家の光協会が刊行する子ども向け雑誌『ちゃぐりん』で連載した。

## 著作

### 単独執筆
- 『旗日なふたり』（1985年、週刊少年ジャンプに掲載。未単行本化）[6]
- 『まんが人間の歴史』シリーズ（1994年 - 1997年、理論社）[7]
- 『ドキドキ!』シリーズ（1999年 - 2008年、理論社）[7][8]
  - 『ドキドキ!ふしぎトラベル』（1999年）[7]
  - 『ドキドキ!モンスター博物館』（2000年）[7]
  - 『ドキドキ!SF王国』（2000年）[7]
  - 『ドキドキ!妖怪めぐり』（2000年）[7]
  - 『ドキドキ!ぜつめつ動物園』（2001年）[7]
  - 『ドキドキ!どうぶつSOS』（2002年）[7]
  - 『ドキドキ!サバイバル分校』（2003年）[8]
  - 『ドキドキ!イソップ物語』（2006年）[8]
  - 『ドキドキ!忍者教室』（2006年）[8]
  - 『ドキドキ!ミイラ大集合』（2007年）[8]
  - 『ドキドキ!魔法修行』（2007年）[8]
  - 『ドキドキ!仙人伝説』（2007年）[8]
  - 『ドキドキ!占いってなんだ?』（2007年）[8]
  - 『ドキドキ!宇宙人っているの?』（2008年）[8]
- 『まんが生命のふしぎ』シリーズ（2002年 - 2005年、理論社）[8]
- 『まんがことわざ研究所』シリーズ（2005年 - 2006年、理論社）[8]
- 『まんが新・世界ふしぎ物語』シリーズ（2008年 - 2009年、理論社）[9][10]
- ひみつシリーズ『地震のひみつ』（2013年、学研プラス、翠川三郎と瀧本浩一が監修）[11]

### たかしよいちとの共同製作
- 『まんが化石動物記』シリーズ（1988年 - 1990年、理論社）[12]
- 『まんが世界ふしぎ物語』シリーズ（1990年 - 1992年、理論社）[13][14]
- 『まんが世界なぞのなぞ』シリーズ（1992年 - 1994年、理論社）[15][16]